# Fort Meade
Fort Meade (Fort George Gordon Meade) – amerykańska baza położona w stanie Maryland, połowie drogi między Baltimore a Waszyngtonem, mieszcząca (od 1957) siedzibę Agencji Bezpieczeństwa Narodowego. Zajmuje rozległe, dobrze zabezpieczone tereny, otoczone parkanem.

## Historia fortu
Założony w 1917 roku fort nazwano imieniem bohatera spod Gettysburga, gen. płk. George’a Gordona Meade’a. W latach I wojny światowej przeszło w nim przeszkolenie ponad 100 tysięcy żołnierzy piechoty, którzy zostali następnie wysłani do Europy.
W 1928 roku nazwę fortu zmieniono na Fort Leonard Wood, przeciwko czemu stanowczo zaprotestowali jednak obywatele Pensylwanii dotknięci despektem, jaki spotkał ich bohatera narodowego. Przedstawiciele Pensylwanii w Izbie Reprezentantów wymogli na deputowanych uzupełnienie ustawy o finansowaniu armii regularnej o przepis nakazujący przywrócenie fortowi dawnej nazwy.
W czasie II wojny światowej fort George G. Meade ponownie służył jako ośrodek szkoleniowy oraz pełnił funkcję kwatery 2 Armii.

## Siedziba kryptoanalityków
Podczas II wojny światowej większość jednostek kryptoanalitycznych była skoncentrowana w Waszyngtonie. Po jej zakończeniu zorientowano się, że skuteczny atak na stolicę może zniszczyć potencjał Stanów Zjednoczonych w dziedzinie przechwytywania i łamania szyfrów. W związku z tym Połączony Komitet Szefów Sztabu postanowił skonsolidować biura AFSA i przenieść je poza obszar sąsiadujący bezpośrednio z Waszyngtonem.
W 1950 roku na nową siedzibę AFSA wybrano Fort Knox w stanie Kentucky. Okazało się jednak, że wielu spośród 5 tysięcy pracowników nie ma zamiaru się przeprowadzić, a utrata nawet niewielkiej części wysoko wykwalifikowanego personelu mogłaby sparaliżować pracę agencji. Dwa lata później, w roku 1952, rozpoczęto poszukiwania nowej siedziby, położonej nie dalej niż w promieniu 40 kilometrów od Waszyngtonu. Wybór padł na Biuro Laboratorium Dróg Publicznych (Bureau of Public Roads Laboratory) w Langley, w stanie Wirginia oraz Fort George G. Meade. Langley stało się ostatecznie siedzibą Centralnej Agencji Wywiadowczej (CIA).
Aby utrzymać fakt relokacji AFSA w tajemnicy, przeprowadzkę do Fort Meade oraz związane z nią szeroko zakrojone prace budowlane opatrzono kryptonimem Projekt K. Wkrótce po podjęciu decyzji o relokacji, na mocy nieoficjalnej decyzji prezydenta, powołano do życia tajną Agencję Bezpieczeństwa Narodowego (National Security Agency – NSA). Jeszcze w 1995 roku oficjalne informacje o forcie Meade nie wspominały o działalności NSA. Mówiono jedynie o tym, że placówka obsługuje 57 wojskowych jednostek organizacyjnych, w tym Dowództwo Naczelne, 1 Armię USA i Agencję Bezpieczeństwa Narodowego.
Zajmująca powierzchnię 260 hektarów siedziba NSA jest najbardziej widoczną siecią światowego kompleksu jej dóbr, w skład którego wchodzą stacje naziemne w Sugar Grove w zachodniej Wirginii, tereny w stanie Waszyngton, Anchorage na Alasce i za granicą od Argentyny po Australię i Chiny. Agencja kieruje stamtąd globalną siecią dozoru źródeł emisji fal elektromagnetycznych, posługując się satelitami, samolotami i systemem stacji naziemnych. W Fort Meade znajduje się miejsce na parking samochodowy na ok. 18 tys. samochodów, NSA dysponuje własnym zjazdem na jedną z głównych autostrad, z którego korzystać mogą jedynie pracownicy agencji.
Fort Meade jest głównym ośrodkiem studiów kryptologicznych NSA, komputerowe centrum badawcze uważane jest za największe skupisko matematyków na świecie. Zatrudniająca w Fort Meade i jego okolicach ok. 20 tysięcy osób Agencja Bezpieczeństwa Narodowego jest największym pracodawcą w stanie Maryland, w skali globalnej zatrudnia 100 tysięcy osób. Fort Meade jest drugim pod względem wielkości odbiorcą elektryczności w całym stanie Maryland; z corocznego budżetu NSA 21 milionów dolarów jest przekazywanych na jej opłacenie.